# Judy Henske
Judy Henske, celým jménem Judith Anne Henske, (20. prosince 1936 – 27. dubna 2022) byla americká zpěvačka.
Narodila se v Chippewa Falls ve Wisconsinu a studovala na Wisconsinské univerzitě v Madisonu. Později se usadila v Kalifornii, kde zahájila hudební kariéru. V letech 1961 až 1962 působila spolu s Davem Guardem – který nedlouho předtím opustil kapelu The Kingston Trio – v souboru Whiskeyhill Singers, s nímž nahrála jedno album. V roce 1963 vystupovala v hudebním filmu Hootenanny Hoot. Téhož roku uzavřela smlouvu s Elektra Records a vydala dvě sólová alba, Judy Henske a High Flying Bird. V té době působila v New Yorku, vystupovala mj. s Woodym Allenem; později posloužila jako jedna z inspirací hlavní postavy ve filmu Annie Hallová (1977). V roce 1963 se vdala za hudebníka Jerryho Yestera. V roce 1965 vydala u Mercury Records album Little Bit of Sunshine… Little Bit of Rain, následujícího roku pak u Reprise Records koncertním záznam The Death Defying Judy Henske.
Roku 1969 vydala společné album s Yesterem nazvané Farewell Aldebaran (Straight Records). Následně spolu založili skupinu Rosebud, která roku 1971 vydala jedno eponymní album, ale ještě téhož roku se rozvedli. V roce 1973 se vdala za hudebníka Craiga Doerge, dalšího člena Rosebud. Později na řadu let hudební kariéru přerušila, vrátila se až v 90. letech a vydala dvě další alba, Loose in the World (1999) a She Sang California (2004). V roce 2007 vyšel box set Big Judy: How Far This Music Goes, 1962–2004 mapující celou její kariéru. V roce 2011 vystupovala v dokumentárním filmu Phil Ochs: There but for Fortune o písničkářovi Philu Ochsovi. Zemřela v hospicu v Los Angeles ve věku 85 let.